# Cyboria. Il risveglio di Galeno

## Trama
Otto Folgore Perotti ha tredici anni ed è un appassionato di meccanismi e matematica. In punto di morte, suo nonno Primo Folgore Perotti gli lascia in eredità un oggetto misterioso: la Scatola Prismatica. A questo oggetto, però, sembra essere interessato anche una "vecchia conoscenza" dei Folgore Perotti: il conte Liguana, che abita in una residenza vicina alla casa di Otto, nei dintorni di Pisa. Inizialmente Otto non comprende l'utilizzo della Scatola ma poi, con l'aiuto della zia Medea, capisce che può essere usata come chiave per risolvere un intricato enigma nascosto in un planetario di Firenze, la Sfera armillare. Una volta recatisi lì, Otto e Medea "risvegliano" un bizzarro automa nascosto nella Sfera, che dice di chiamarsi Galeno e di essere la Guida per la Città Nuova: Cyboria. Questa città si troverebbe ancora nascosta da qualche parte nel mondo fin dalla sua fondazione ad opera di tre professori futuristi: Ettore Zap, Elisabeth Buwler-Lytton e Arnauld d'Urò. Tra gli allievi c'era anche Atamante Folgore Perotti, il trisnonno di Otto, che però all'ultimo non partì, rimanendo però in possesso della Scatola Prismatica tramandata fino a Otto. Fatte queste scoperte, Otto decide di tornare a casa per rassicurare i genitori prima di intraprendere questa ricerca ma, mentre fa ritorno a casa in bicicletta, viene raggiunto prima da Galeno e poi dall'inquietante Calibano, la guardia del corpo del conte Liguana che, su ordine di quest'ultimo, tenta di sottrargli la Scatola Prismatica. Otto e Galeno riescono però a sfuggirgli e vengono casualmente tratti in salvo da Medea e dal suo fidanzato, Jago. Insieme i quattro decidono di recarsi presso una stazione ferroviaria e lì Galeno tenta di mettersi in comunicazione con il "Convoglio del Sud", il treno ce dovrebbe portare a Cyboria i cittadini scelti dalle guide. Galeno però afferma che è necessario che qualcuno superi l'"esame di ammissione" per essere cittadini a tutti gli effetti e Otto, dopo vari tentativi, riesce a risolvere l'enigma diventando ufficialmente cittadino della Città Nuova. A questo punto Galeno richiama il Convoglio del Sud, un avanzatissimo treno spinto dal Lumen, una misteriosa fonte di energia scoperta dai futuristi. Il viaggio, fatto a una velocità prodigiosa, conduce Otto, Medea, Jago e Galeno in una stazione abbandonata a Parigi. Lì però sembra esserci un'interruzione: per proseguire, i quattro avrebbero dovuto prendere la linea tramviaria Zang Tumb Tumb che però è danneggiata. Secondo le istruzioni di Galeno, dunque, si dovrebbe "reimpostare il punto Zang" recandosi nell'Imprevenergetico Picasso, una bizzarra struttura costruita da Arnauld d'Urò che custodisce il "Lumen". Raggiunta questa strana costruzione, però, vengono sorpresi dal conte Liguana e da Calibano (che si svela essere un automa da guerra simile a Galeno), che li catturano e costringono Otto a condurli nei sotterranei, dove è custodito il Lumen. Nel frattempo Medea viene a sapere che in realtà Jago è figlio del conte Liguana è che è grazie a un chip di localizzazione nascosto su di lui che sono stati raggiunti. Jago, però, rivela anche che non è per sua volontà che tutto è accaduto e che era stata tutta un'idea di suo padre. Jago e Medea riescono a liberarsi e a reimpostare il "punto Zang": la casa si alza letteralmente dal terreno e inizia a camminare su lunghe gambe metalliche. Liguana rimane tramortito nei sotterranei, messo fuori gioco da Otto, e i quattro, seguiti di nascosto da Calibano, riescono a raggiungere il punto Zang. Questo "punto Zang" in realtà è l'hangar di un enorme dirigibile progettato da Ettore Zap (uno dei fondatori di Cyboria): lo Zappelin. I tre decidono di partire con lo Zappelin alla volta di Cyboria, ma di nascosto Calibano, aggrappato alla struttura esterna del dirigibile li segue, svelando la posizione di Cyboria anche al conte Liguana tramite un GPS. Dopo ore di viaggio, i tre riescono a raggiungere Cyboria, che è posta su un'isola nel Mare del nord nascosta da nebbie perenni. Lì conoscono il Guardiano della città: Theo, un automa simile a Galeno ma con il compito di custodire la città in attesa dei cittadini che in realtà non sono mai arrivati. Mentre raggiungono l'Osservatorio della città, però, Theo si scontra con Calibano e solo grazie a Galeno, che poi disattiva del tutto Calibano, riesce a scampare alla furia distruttiva della macchina corazzata. Il conte Liguana nel frattempo è riuscito a raggiungere Cyboria ma muore tragicamente tentando di atterrare con l'elicottero. Alla fine Otto, Jago, Medea, Galeno e Theo si incontrano all'Osservatorio e lì iniziano simbolicamente la Fase del popolamento della città: infatti Jago e Medea decidono di rimanere assieme a Theo per tenere in vita Cyboria, mentre Otto, anche se ufficialmente cittadino, decide comunque di tornare a casa. La storia si conclude con Theo, rimasto a guardia della città, mentre si accinge a scrivere il racconto di queste vicende usando qualcosa che gli è stato "insegnato" da Galeno, che a sua volta l'aveva appreso da Jago: l'immaginazione. Così Theo inizia a scrivere, lasciando intuire che l'inizio della sua storia è in realtà proprio l'inizio del romanzo.

## Personaggi

### Personaggi principali
- Otto Folgore Perotti: è un ragazzo di tredici anni con la passione per gli enigmi e i meccanismi. Grazie a suo nonno scoprirà il mistero di Cyboria e riuscirà a salvare questa Città Nuova dalle mire del conte Liguana.
- Medea: è un'archeologa e la zia di Otto. Sarà coinvolta fin dall'inizio nella scoperta della città di Cyboria, città in cui alla fine vorrà restare con il suo fidanzato, Jago, per studiarla nei suoi minimi particolari.
- Jago Liguana: è il figlio del conte Liguana, di cui però non condivide gli interessi e che alla fine farà di tutto per fermarlo. È un appassionato pittore e anche lui deciderà di rimanere a Cyboria per realizzare il suo sogno: aprire un negozio di quadri.
- Conte Liguana: le vicende della sua famiglia sono legate a quelle dei Folgore Perotti. Suo padre Mercuzio Liguana, infatti, era tra coloro che dovevano partire assieme al professor Ettore Zap alla volta di Cyboria. È arrogante ma astuto, anche se alla fine sarà proprio la sua brama di potere a ucciderlo in un drammatico incidente aereo.
- Galeno: è una Guida, ossia un automa realizzato da Ettore Zap che aveva il compito di cercare i cittadini perfetti per Cyboria. È molto intelligente ma, come ogni macchina, anche un po' ingenuo anche se alla fine svelerà a Theo, un altro automa, il segreto dell'immaginazione.
- Calibano: è una Macchina Mortale, creata dai fondatori di Cyboria per uccidere i governanti dei Paesi coinvolti nella Seconda guerra mondiale, verrà però preso in custodia da Mercuzio Liguana e riprogrammato per seguire gli ordini della famiglia Liguana.
- Theo: è il Guardiano di Cyboria, ossia l'automa (designato proprio da uno dei fondatori, Arnauld d'Urò) con il compito di sorvegliare la città in attesa dei cittadini, che però non saranno mai arrivati.
- Mercuzio Liguana: è l'inquietante padre del conte Liguana. È vecchissimo ma è tenuto ancora in vita da alcune macchine speciali da lui costruite. Doveva originariamente partire con il professor Ettore Zap ma è stato scartato in favore del trisnonno di Otto, Atamante Folgore Perotti, il quale però, per amore di sua moglie, non partirà.

### I Formatori di Cyboria
- Ettore Zap: era un professore italiano esperto in meccanica e matematica. Nella fondazione di Cyboria fu lui ad inventare tutta la miriade di automi presenti nel romanzo.
- Elisabeth Buwler-Lytton: era un'igienista, il cui compito fu quello di organizzare i servizi sanitari di Cyboria.
- Arnauld d'Urò: era un architetto che progettò gli edifici di Cyboria e anche l'Imprevenergetico Picasso di Parigi. Era anche appassionato di case semoventi o su ruote. Fu l'ultimo umano rimasto a Cyboria, accudito da Theo (da lui scelto per sorvegliare la città). Morì nell'Ospedale di Cyboria, e lì Jago e Medea rinverranno il suo corpo.

## Edizioni
- Pierdomenico Baccalario, Cyboria. Il risveglio di Galeno, De Agostini, 2009.